# Avenue Cidade Jardim
L'avenue Cidade Jardim (littéralement "Cité des Jardins" en portugais) est une avenue de São Paulo.

## Situation et accès
Elle commence à l'extrémité de l'avenue Europa et de la rua Rússia et se terminant au pont Cidade Jardim, donnant accès à l'avenue Brigadeiro Faria Lima, à l'avenue Nove de Julho et à l'Avenida das Nações Unidas (Marginal Pinheiros). Le tunnel Max Feffer commence à l'intersection entre l'avenues Cidade Jardim et Nove de Julho.

## Origine du nom
L'Avenida Cidade Jardim tire son nom d'un projet urbanistique inspiré du concept de "ville-jardin"

## Historique
La route, dans le passé, portait ce nom jusqu'à l'avenue das Magnólias, en suivant en ligne droite un pont étroit qui traversait la Pinheiros, ayant cessé d'avoir cette route après la rectification de la rivière par Light and Power. En conséquence, son prolongement fut appelé avenue das Tajurás et se terminait au confluent des rues Oscar Americano, Lineu de Paula Machado et São Valério, et seule la section à l'est de l'avenue gardait le nom de Cidade Jardim.

## Bâtiments remarquables et lieux de mémoire
L'avenue abrite des établissements connus comme le restaurant de hamburgers Milk&Mellow.